# Rio Dumbrava (Pereschiv)
O Rio Dumbrava é um rio da Romênia, afluente do Dobrovăţ, localizado no distrito de Vaslui.